# Eochaid Étgudach
Pour les articles homonymes, voir Eochaid.
Eochaid ou Eochu Étgudach (i.e: propriétaire de vêtements) ou Etgedach (négligent), fils de Dáire Doimthech, un descendant de Lugaid mac Ítha. cousin de  Míl d'Espáine, est selon les légendes médiévales et la tradition pseudo historique irlandaise un Ard ri Erenn

## Règne
Selon le Lebor Gabála Érenn  il est choisi comme roi par les hommes survivants d'un quart de l'Irlande après que les hommes des trois autres quarts soient morts avec le précédent Ard ri Erenn, Tigernmas, pendant qu'ils adoraient le dieu Crom Cruach.
Son surnom est lié au fait qu'il aurait  introduit un système  dans lequel le nombre de couleurs qu'un homme pouvait porter dans ses vêtements dépendait de son rang social, d'une seule couleur pour un esclave à sept pour un roi ou une reine. Il règne quatre ans jusqu'à ce qu'il soit tué lors d'une bataille près de la colline de Tara par Cermna Finn, qui lui succède sur le trône conjointement avec son frère Sobairce.

## Chronologie
Son règne est synchronisé avec celui du roi mythique Eupalès en Assyrie. La chronologie de Geoffrey Keating Foras Feasa ar Éirinn  lui assigne comme dates 1159-1155 av. J.-C.  et celle des  Annales des quatre maîtres   qui inclut un interrègne de  sept ans entre la mort de  Tigernmas et l'accession au trône d'  Eochaid, de  1537-1533 av. J.-C. 
Comme fils du légendaire Dáire Doimthech des Ier et IIe siècles, Eochaid Étgudach semble avoir été déplacé chronologiquement par les annalistes médiévaux tardifs.

## Source
- (en) Cet article est partiellement ou en totalité issu de l’article de Wikipédia en anglais intitulé « Eochaid Étgudach » (voir la liste des auteurs), édition du 7 avril 2012.